# 国際金融公社
国際金融公社（こくさいきんゆうこうしゃ、International Finance Corporation, IFC）は世界銀行グループの一機関。1956年に設立された。本部はアメリカ合衆国。貧困減少と生活改善を目的に発展途上国における民間セクターに対する投資支援や技術支援などを行う。181ヵ国のメンバー国からなり、メンバーになるためには国際復興開発銀行（IBRD）のメンバーになる必要がある。世界銀行ゼーリック総裁がIFC総裁を兼任。2015年11月に就任したPhillipe Le Houérou 副総裁が日常業務を指揮している。世界各地での活動を世界銀行グループと調整するが、IFC自身は法的・財務的に独立した存在である。

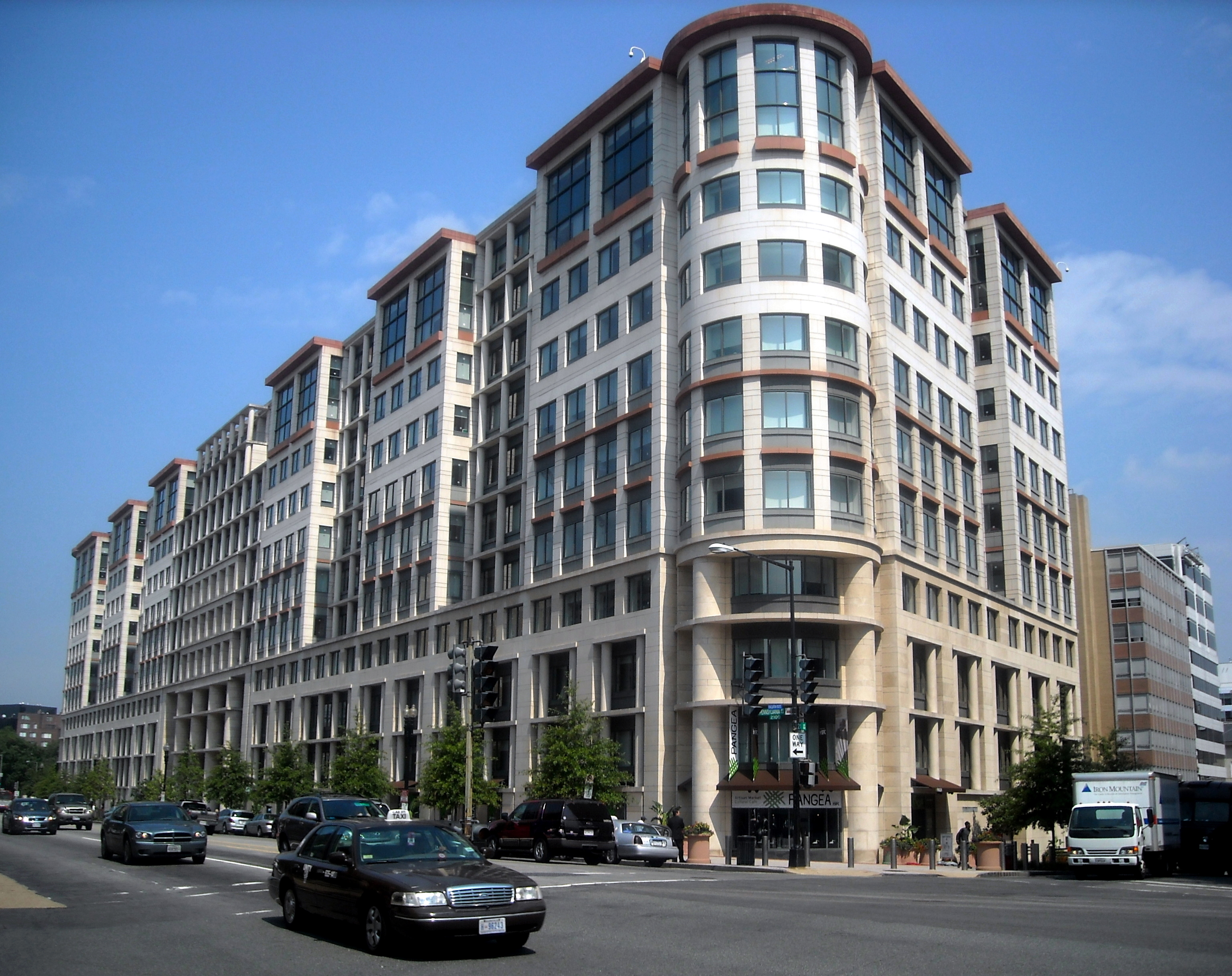
ワシントンD.C.にあるIFC本部ビル。マイケル・グレイブスにより設計された